# Avenida Costera Miguel Alemán
Die Avenida Costera Miguel Alemán (spanisch für Küstenstraße Miguel Alemán) ist eine Straße in der mexikanischen Hafenstadt Acapulco, die den größten Teil der Bucht von Acapulco umrundet. Die Hauptverkehrsader im Hafen von Acapulco verbindet die im äußersten Südwesten der Bucht auf der Halbinsel  Las Playas gelegenen Strände Caleta und Caletilla mit dem im Stadtteil Icacos gelegenen Marinestützpunkt im Osten der Bucht. Die Straße gilt als wirtschaftliche Lebensader der Stadt, an ihr befinden sich die meisten Hotels, Restaurants, Bars und Nachtclubs.

## Geschichte
Die Bauarbeiten begannen 1947 und eine besondere Herausforderung war der zwischen der Altstadt und der Halbinsel Las Playas gelegene Hügel Cerro de la Pinzona, der zur Fertigstellung der Straße teilweise abgetragen werden musste.
Die feierliche Eröffnung der Straße erfolgte am 28. Februar 1949 im Beisein des damaligen Staatspräsidenten Miguel Alemán Valdés, dem zu Ehren sie später ihren heutigen Namen erhielt. Zuvor war sie nach Nicolás Bravo benannt, der 1839 ebenfalls kurzzeitig Staatsoberhaupt war. Sein Name war gewählt worden, weil Bravo im Bundesstaat Guerrero geboren wurde, zu dem auch Acapulco gehört.
Als zwischen 1979 und 1981 der Parque Papagayo (so benannt nach dem gleichnamigen und ältesten Hotel der Stadt, das sich einst auf diesem Areal befand) errichtet wurde, war ein Teil der Straße untertunnelt und auf eine Höhe unterhalb des Meeresspiegels zurückgebaut worden. Nachdem der untertunnelte Bereich 1997 durch den Hurrikan Pauline überflutet worden war, wurde der Tunnel von den Behörden geschlossen.
Im Südosten von Acapulco endet die Straße an der Grenze zum Stadtviertel Las Brisas und wird in diesem unter dem Namen  Escénica fortgesetzt. Über diese Schnellstraße ist die Stadt mit dem   Flughafen verbunden.